# 엘비테그라비르/코비시스타트/엠트리시타빈/테노포비르
엘비테그라비르/코비시스타트/엠트리시타빈/테노포비르(Elvitegravir/cobicistat/emtricitabine/tenofovir)는 상품명 스트리빌드(Stribild)(Quad pill이라고도 함)로 판매되며 HIV / AIDS 치료용 고정 용량 복합 항 레트로 바이러스 약물이다. 엘비테그라비르(Elvitegravir), 엠트리시타빈(emtricitabine) 및 테노포비르 디소프록실(tenofovir disoproxil)은 바이러스 번식을 직접 억제한다. 코비시스타트(cobicistat)는 엘비테그라비르(Elvitegravir)를 대사하는 간 및 장벽 효소를 억제함으로써 복합제제의 효과를 증가시킨다.
이 약은 길리어드 사이언스에서 제조되었다. 
엘비테그라비르(Elvitegravir)/코비시스타트(cobicistat)/엠트리시타빈(emtricitabine)/테노포비르(tenofovir)를 사용하면 혈청 크레아티닌 수치 (신장 기능의 지표)가 증가할 수 있다. 코비시스타트(cobicistat)가 네프론에서 크레아티닌의 세뇨관 분비를 억제하기 때문이다. 최대 0.3mg / dL까지 증가된다. 혈청 크레아티닌 수치가 0.4mg/dL 이상 증가하면 급성 신장 손상의 다른 원인에 대한 추가 평가가 권장된다.

## 사회와 문화

### 법적 지위
엘비테그라비르(Elvitegravir)/코비시스타트(cobicistat)/엠트리시타빈(emtricitabine)/테노포비르(tenofovir)는 2012년 8월 27일 미국 식품의 약국 (FDA)의 승인을 받아 고정 용량 복합제의 항 레트로 바이러스 치료를 처음 시작하는 성인에게 사용하도록 승인을 받았다.

##### 경제학
길리어드(Gilead)의 스트리빌드(Stribild)도매가는 환자 당 연간 28,500 달러다. 길리어드(Gilead)는 이 가격이 시장에 나와있는 다른 HIV 약물과 비슷하다고 주장한다. 엘비테그라비르(Elvitegravir)/코비시스타트(cobicistat)/엠트리시타빈(emtricitabine)/테노포비르(tenofovir) (즉, 스트리빌드(Stribild))는 1년 전 승인된 3제 HIV 요법인  엠트리시타빈(emtricitabine)/릴피비린(rilpivirine)/테노포비어(tenofovir) (즉, 컴플레라(Complera))보다 39%더 비싸게 가격이 책정되었다. 컴플레라(Complera의 승인 당시 길리어드(Gilead)와 브리스톨-마이어스 스큅(Bristol-Myers Squibb)이 판매하는 에파비렌즈/엠트리시타빈/테노포비어(즉, 아트리플라(Atripla))의 도매 가격이 20,500 달러에 이를 것이라는 우려가 제기되었다. HIV 약물의 가격이 크게 상승했다. 2006년에 출시된 아트리플라(Atripla)복합제의 가격은 1인당 연간 13,800 달러였다. 아트리플라(Atripla)의 도매 가격은 20,500달러 컴플레라(Complera)수준까지 상승했다. 증가하는 약물 비용과 HIV 감염은 빠듯해진 주 예산과 결부되어 AIDS 약물 지원 프로그램(ADAP)을 한계까지 밀어붙이고있다. 카이저가(Kaiser Family)재단은 ADAP가 2011년에 138,000명의 사람들에게 HIV약물 혜택을 제공했으며, 대기자 명단에는 총 2,030 명의 HIV 양성환자가 있다고 보고했다. 캘리포니아, 콜로라도, 조지아 및 버지니아를 포함한 많은 주에서는 ADAP에 대한 비용 절감 조치를 고려하고 있다.